# Estelle Maskame
Estelle Maskame (18 juni 1997) is de Schotse schrijfster van de driedelige boekenserie Did I mention I love you, Did I mention I need you en Did I mention I miss you. deze serie is inmiddels in tien talen vertaald en uitgebracht. Ze begon met het schrijven van deze boeken op dertienjarige leeftijd.

## Biografie
Maskame groeide op in het stadje Peterhead in Schotland waar ze in 2017 nog altijd woont. Op haar zeventiende kreeg ze een contract  met het uitgeversbedrijf Black & White Publishing, dat haar verhalen die eerder op Wattpad verschenen, en daar meer dan 4 miljoen keer werden gelezen, als boek uitgaf.